# Stilbia boursini
Stilbia boursini är en fjärilsart som beskrevs av Charles E. Rungs 1967. Stilbia boursini ingår i släktet Stilbia och familjen nattflyn. Inga underarter finns listade i Catalogue of Life.